# Герцог Виндзорский
Ге́рцог Ви́ндзорский (англ. Duke of Windsor) — герцогский титул британской королевской семьи в пэрстве Соединённого королевства. Титул был создан 8 марта 1937 года для принца Эдуарда, бывшего короля Эдуарда VIII, после его отречения в декабре 1936 года. Герцогство берёт своё название от города, где находится Виндзорский замок — резиденция английских монархов со времен Генриха I, последующего норманнского завоевания. «Виндзор» — название правящей королевской династии с 1917 года.

## История
Эдуард VIII отрёкся от престола 11 декабря 1936 года, чтобы жениться на разведённой американке Уоллис Симпсон, которая по заключению их брака стала герцогиней Виндзорской.
На момент отречения, имел место спор относительно того, как экс-король должен титуловаться. Новый король Георг VI, видимо, поднял вопрос о титуле сразу же после подписания отречения и предложил использовать «фамилию».
Ни отречение, подписанное Эдуардом VIII 10 декабря 1936 года, ни акт о декларации Его Величества об отречении 1936 года не указывали на то, отказался ли король от привилегий королевского рождения после отказа от престола.
Кроме того, король Георг VI во время торжественной речи на совете престолонаследия 12 декабря 1936 года, которая обычно даётся монархом прежде, чем принять присягу, относящуюся к безопасности Церкви Шотландии объявил, что он сделает своего брата герцогом Виндзорским и что он хотел бы, чтобы тот был известен как Его Королевское Высочество Герцог Виндзорский. Это заявление было зарегистрировано в The London Gazette.
Титул герцога Виндзорского угас со смертью его первого и единственного носителя в 1972 году. Герцогиня Виндзорская умерла в 1986 году.